# NGC 6070
NGC 6070 este o galaxie spirală situată în constelația Șarpele. A fost descoperită în 3 mai 1786 de către William Herschel. Se află la o distanță de 28,97 de megaparseci de Pământ.